# Puertoricosmaragd
Puertoricosmaragd (Riccordia maugaeus) är en fågel i familjen kolibrier.

## Utbredning och systematik
Fågeln förekommer på Puerto Rico. Den behandlas som monotypisk, det vill säga att den inte delas in i några underarter.

### Släktestillhörighet
Arten placeras traditionellt i släktet Chlorostilbon, men genetiska studier visar att arterna i släktet inte står varandra närmast. Den har därför flyttats tillsammans med andra karibiska arter till släktet Riccordia.

## Status
Arten har ett stort utbredningsområde och beståndet anses vara stabilt. Internationella naturvårdsunionen IUCN listar den därför som livskraftig (LC). Beståndet uppskattas till i storleksordningen 30 000 till 40 000 vuxna individer.

## Namn
Fågelns vetenskapliga artnamn hedrar René Maugé (1757-1802), fransk zoolog och samlare av specimen, bland annat verksam i Västindien 1796-1798.